# 修道院公寓
修道院公寓（英語：The Cloister）是位于上海市徐汇区复兴西路62号，复兴西路、永福路路口东北角的一片低层公寓住宅群。1989年列为上海市文物保护单位和第一批上海市优秀历史建筑。現闢為衡復風貌館對外開放。

## 历史
该建筑虽然名为“修道院公寓”，实则与修道院无直接的关系。公寓建于1930年（一说建于1948年），原为英商密丰绒线厂老板的住宅。公寓的产权後轉为上海徐房（集团）有限公司所拥有，由徐汇区湖南路街道办事处等单位使用。2019年5月對外開放，并更名為衡復風貌館。

## 建筑特色
修道院公寓占地面积3086平方米，建筑面积2741平方米，其低容积率与当时临近法租界西边界的地区低廉的地价不无关系。公寓主体为两幢砖木结构的建筑。其中南楼高两层，北楼高三层，两者由一券廊相连，中间为内院。公寓的建筑外观和内部装修均为西班牙风格。其立面采用淡黄色拉毛水泥刷面，结构基本对称，设有拱券窗，窗栅材质为铸铁并刷以红漆，部分窗下有简单的几何装饰。建筑顶部为筒瓦坡顶，拥有弧形断檐山花。
公寓建成之初南楼为住宅，北楼曾短暂地做过绒线厂的车间。经长期的使用，建筑内部改动较大，现在该每幢建筑每层均由两个单元组成，每个单元分有多种户型。室内体现西班牙风格的装饰构件，例如绞绳形式柱、铁花格栅、木门等仍保存完好。